# AIL M325 Command Car
AIL M325 Command Car \ Nun-Nun(івр. נון נון) — ізраїльський повнопривідний армійський автомобіль колісної формули 4 х 4.

## Історія
На кінець 1960-х років в ізраїльській армії виникла потреба в заміні парку армійських вантажівок 4х4, які були представлені переважно американськими Dodge WC періоду Другої Світової війни. А оскільки на той час у країні збиралися за ліцензією Dodge WM 300 та M601 Power Wagon, то вибір був очевидний. Так фірма AIL почала розробку власної вантажівки на базі шасі Dodge M601 с деякими частинами Chrysler та кузовом власної конструкції. Так в 1970 з'явився M325 Command Car.
У процесі серійного виробництва в конструкції вносились зміни — так, двигун був змінений на Chrysler 227 3,7 літра, кілька разів змінювали коробку передач.

## Модифікації
- Cargo A. Вантажна версія, розрахована на перевезення 12 озброєних піхотинців. Також було можливо перевезення 105-мм гаубиці.

- Cargo B. Варіант командної та розвідувальної машини. Попри те, що M325 достатньо відкрита машина, але все ж таки було передбачено місце для встановлення трьох 7,62-мм кулеметів FN (два по бортах, та один над кабіною).

- Патрульна. Розроблено для прикордонних служб, змонтовано апаратуру для знешкодження радіокерованих мін.

- Польова санітарна машина.

- Мобільна радіостанція з кунгом.

## Галерея

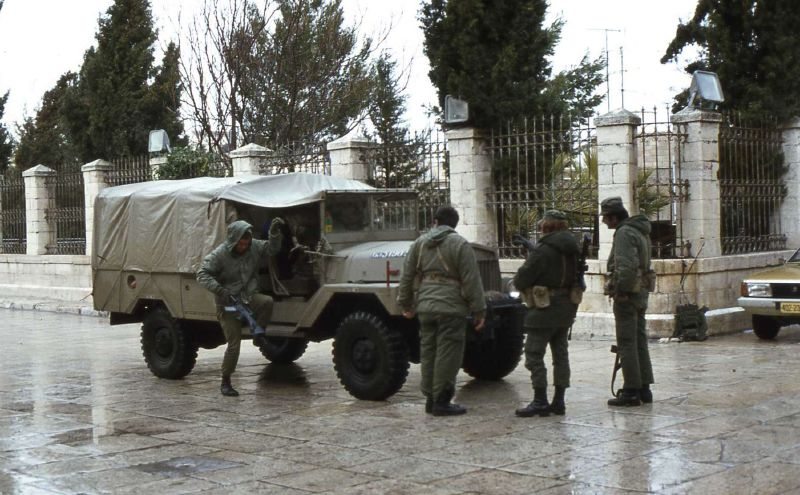
Ізраїльська армія, 1978
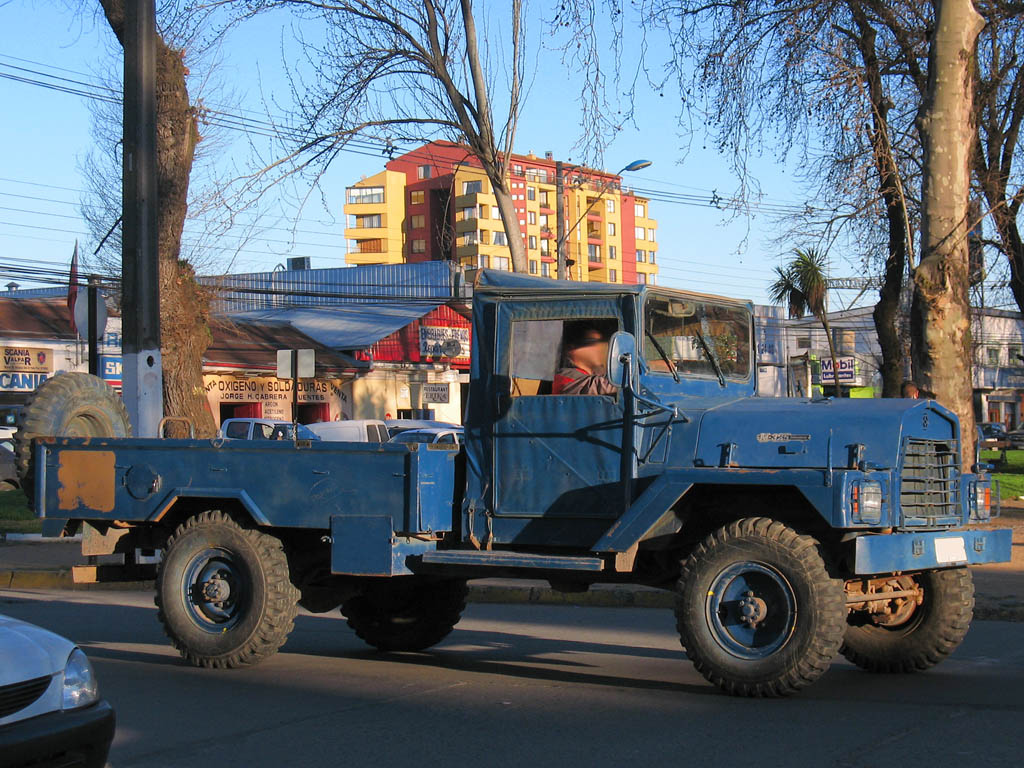
1991
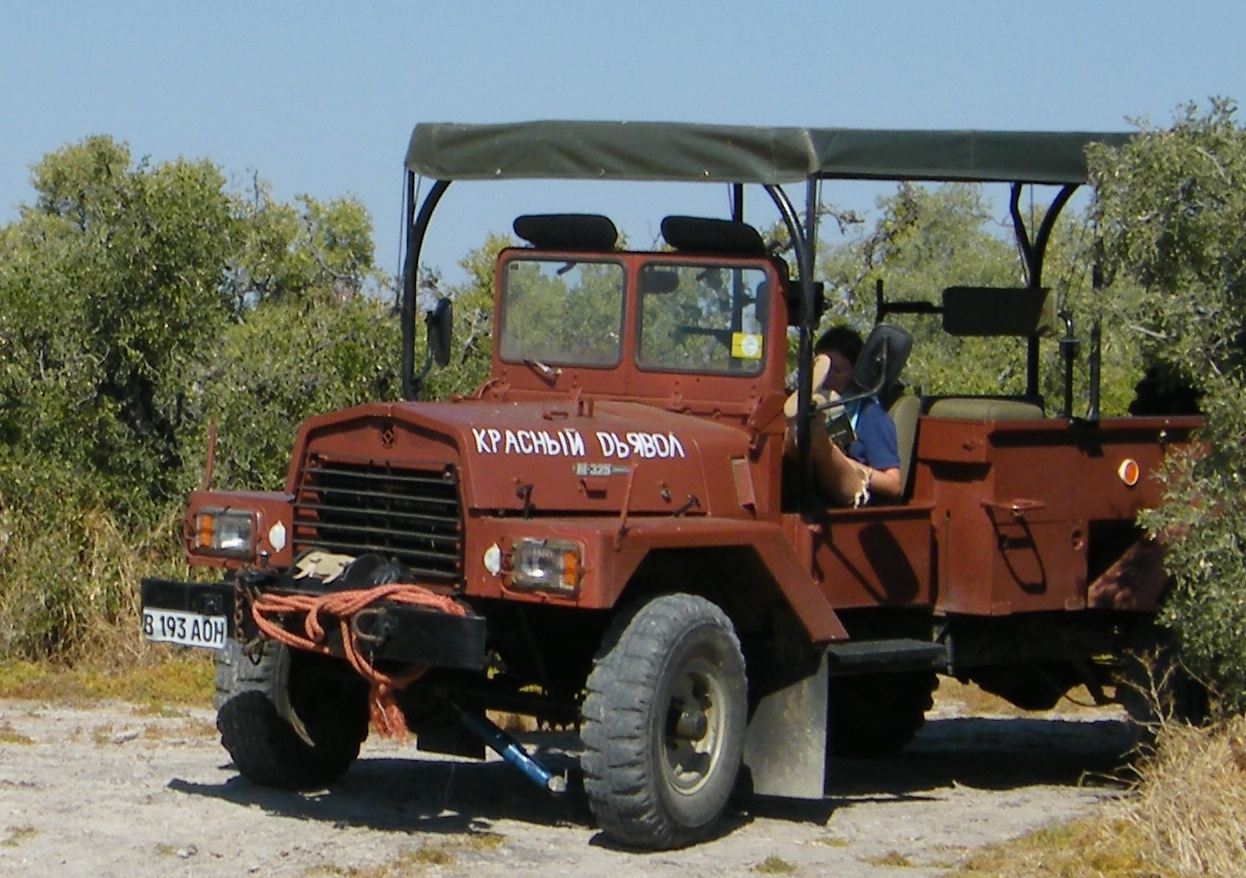
Цивільна ботсванська машина,2009

## Країни-експлуатанти
- Ботсвана. Наприкінці 1980-х — початку 1990-х країна закупила M325 Command Car в варіантах Cargo A та B. Бійці національної армії дуже схвально відгукувалися про ці вантажівки: їх було дуже просто ремонтувати і вони були дуже надійні. Згодом змінені на французькі ACMAT.
- . Чилі
- Ізраїль. У військах мав назву «носій озброєння» (noseh neshek) або Nun-Nun. Змінений на M462 ABIR.
- Кенія
- Ліван. На початку 1990-х Ізраїль постачав ці вантажівки Армії Південного Лівану та ліванським збройним силам[3].
- Перу
- Нікарагуа В 1977—1979 перебував на озброєнні Національної гвардії.
- Венесуела